# Bassett (Arkansas)
Bassett è una città nella contea di Mississippi, nello Stato americano dell'Arkansas. Nel censimento del 2010 aveva una popolazione di 173 abitanti e una densità abitativa di 276,02 abitanti per km².

## Geografia fisica
Bassett si trova alle coordinate 35°32′09″N 90°07′46″W.
Bassett ha una superficie totale di 0,63 km² dei quali 0,63 sono di terra ferma e 0,00 km² sono di acqua.